# 吉田庄司
吉田 庄司（よしだ しょうじ、1929年4月23日 - 2008年7月17日）は、日本の工学者（通信工学情報ネットワークシステム）。工学博士・学校法人東海大学理事・元日本電信電話株式会社取締役。旧制東北大学工学部通信工学科卒、IEEEフェロー。静岡県出身。

## 経歴
- 静岡県立静岡中学校に学ぶ[1]。海軍兵学校（78期）在学中に終戦[注釈 1]。旧制静岡高校卒業。
- 1953年　旧制東北大学工学部 通信工学科卒、同大学特別研究生を経て、日本電信電話公社 入社。
- 電子通信研究所にて研究活動に従事。1961年工学博士
- 研究開発本部 通信網研究企画室長、武蔵野電気通信研究所長、厚木電気通信研究所長、基礎研究所長、研究開発本部 副本部長を歴任し、電子交換機、集積回路（超LSI）、超高速コンピュータ、ディジタル交換機、INSモデルシステム、ISDN等の開発を推進。
- 日本電信電話株式会社 取締役。
- 1988年　学校法人東海大学　理事・研究推進本部長に就任。
- 文部省、郵政省、通商産業省の委員等を歴任。
- 1991年 新設された東海大学開発工学部の初代 学部長を兼任。
- 全国に先駆けて、産学連携機関「東海大学開発工学部 産学連絡協議会」（IULA）を創設。
- 大学発ベンチャー企業（東海ソフト開発）を創設。
- 1997年　IEEE Fellow
- 2006年　瑞宝小綬章受章
- 2008年7月17日　死去。叙従四位。
- 株式会社 東海ソフト開発 取締役会長を歴任。

## 主な著書
- 「情報通信工学」丸善（木村英俊・吉田庄司　著）
- 「マルチメディア通信の発展と課題」 東海大学紀要開発工学部（1995.03）
- 「キャンパスの情報ネットワーク化に関する考察」 東海大学紀要開発工学部（1997.03）

## 所属学会
- 電子情報通信学会
- 科学技術計画学会
- 日本工学アカデミー
- IEEE